# Фантазийная реальность
Фантазийная реальность — приём для создания художественного произведения, это единство отражённого и вымышленного, целостная сущность, сочетающая фактуальное и фикциональное, взаимодействие которых порождает разные формы мимесиса; сочетание элементов бытовой реальности и порождёного фантазией автора выдуманного мира повышает достоверность последнего.
Фантазийная реальность — творческий и иррациональный конструкт со своим онтомастическим пространством, который может полностью или частично заменять для ребёнка реальный мир.
Л. Линский, Н. Н. Михайлов, П. Стросон считают, что вымышленные объекты не имеют эквивалентов (референтов) в действительности. Е. В. Падучева, Н. Д. Арутюнова, В. З. Демьянкова, О. Е. Фролова, М. А. К. Хелидэя, А. Д. Шмелева и другие считают что референтами соответствующих языковых выражений будут сами объекты в вымышленном мире текста, которые в свою очередь могут основываться на объектах реального мира или не иметь с ними ничего общего.